# 神野新田町
神野新田町（じんのしんでんちょう）は、愛知県豊橋市の町名。55の小字が存在する。

## 地理
豊橋市西部に位置し、東は王ケ崎町・牟呂町、南は船渡町・大山町・駒形町・神野ふ頭町、北は問屋町・富久縞町・吉前町に接する。

### 河川
- 二十間川
- 柳生川
- 牟呂用水

### 小字
- イノ割（いのわり）
- ロノ割（ろのわり）
- ハノ割（はのわり）
- ニノ割（にのわり）
- ホノ割（ほのわり）
- ヘノ割（へのわり）
- トノ割（とのわり）
- チノ割（ちのわり）
- リノ割（りのわり）
- ヌノ割（ぬのわり）
- ルノ割（るのわり）
- ヲノ割（おのわり）
- ワノ割（わのわり）
- カノ割（かのわり）
- ヨノ割（よのわり）
- タノ割（たのわり）
- レノ割（れのわり）
- ソノ割（そのわり）
- ツノ割（つのわり）
- 子ノ割（ねのわり）
- ナノ割（なのわり）
- ラノ割（らのわり）
- ムノ割（むのわり）
- ウノ割（うのわり）
- ヰノ割（いのわり）
- ノノ割（ののわり）
- オノ割（おのわり）
- クノ割（くのわり）
- ヤノ割（やのわり）
- マノ割（まのわり）
- ケノ割（けのわり）
- フノ割（ふのわり）
- コノ割（このわり）
- エノ割（えのわり）
- テノ割（てのわり）
- アノ割（あのわり）
- サノ割（さのわり）
- キノ割（きのわり）
- ユノ割（ゆのわり）
- メノ割（めのわり）
- ミノ割（みのわり）
- シノ割（しのわり）
- ヱノ割（えのわり）
- ヒノ割（ひのわり）
- モノ割（ものわり）
- セノ割（せのわり）
- スノ割（すのわり）
- 京ノ割（きょうのわり）

- 江縁（えぶち）
- 会所前（かいしょまえ）
- 品井潟（しないかだ）
- 水神下（すいじんした）
- 中島（なかじま）
- 中洲（なかす）
- 中道東（なかみちひがし）

柳生川以西の小字は「○ノ割」となっており、京ノ割を除きいろは順となっている。
当初の小字表記は「神野新田○○」であったが、1950年（昭和25年）3月14日、1952年（昭和27年）3月18日、同年7月15日の3回に分けて先頭の「神野新田」の文字が削除された。

## 世帯数と人口
2021年（令和3年）4月1日現在の世帯数と人口は以下の通りである。
| 町丁       | 世帯数    | 人口    |
| ---------- | --------- | ------- |
| 神野新田町 | 3,452世帯 | 7,025人 |

## 学区
市立小・中学校に通う場合、学区は以下の通りとなる。
| 番・番地等                                                | 小学校                                | 中学校                                | 高等学校普通科 |
| --------------------------------------------------------- | ------------------------------------- | ------------------------------------- | -------------- |
| 字イノ割～ユノ割・会所前（95-3）                          | 豊橋市立牟呂小学校                    | 豊橋市立牟呂中学校                    | 三河学区       |
| 字メノ割～スノ割・京ノ割                                  | 豊橋市立吉田方小学校                  | 豊橋市立吉田方中学校                  | 三河学区       |
| 字江縁・沖ノ島・品井潟・水神下・ 中島・中洲・中道東・宮前 | 豊橋市立磯辺小学校                    | 豊橋市立南陽中学校                    | 三河学区       |
| 字会所前（上記以外）                                      | 豊橋市立汐田小学校 豊橋市立磯辺小学校 | 豊橋市立牟呂中学校 豊橋市立南陽中学校 | 三河学区       |

## 歴史
神野新田は、渥美郡牟呂村地先の海面に第百十国立銀行の取締役だった毛利祥久によって、当初「毛利新田」として開発されたものである。1888年（明治21年）4月15日に新田築堤の起工式が行われ、1890年（明治23年）5月に総面積1049町3反7畝の新田が完工した。新田は1891年（明治24年）に牟呂村・磯辺村・大崎村の各村に編入された。
しかし、1892年（明治25年）9月4日の暴風雨等、度重なる災害によって壊滅的な打撃を受けた。毛利祥久は修復を断念し、1893年（明治26年）4月に、資産家の神野金之助に売却されて再開発された。1895年（明治28年）6月に、牟呂村・磯辺村・大崎村各村会の議決により「神野新田」と改称した。
1906年の町村合併から1932年の豊橋市編入まで、当地は牟呂吉田村と高師村に属していた。

### 町名の由来
新田開発者の神野金之助の姓による。

### 沿革
- 1932年（昭和7年）9月1日 - 渥美郡牟呂吉田村大字牟呂および高師村大字磯辺・大崎の各一部を豊橋市へ編入し、同市神野新田町が成立[9][10]。
- 1936年（昭和11年）11月11日 - 一部を牟呂町へ編入[9][11]。
- 1977年（昭和52年） - 一部が神野ふ頭町となる[9]。
- 1981年（昭和56年） - 一部が問屋町となる[9]。

### 史跡
- 神野金之助翁頌徳碑
- 神野三郎翁頌徳碑
- 富田重助翁頌徳碑

## 施設
- シーパレス

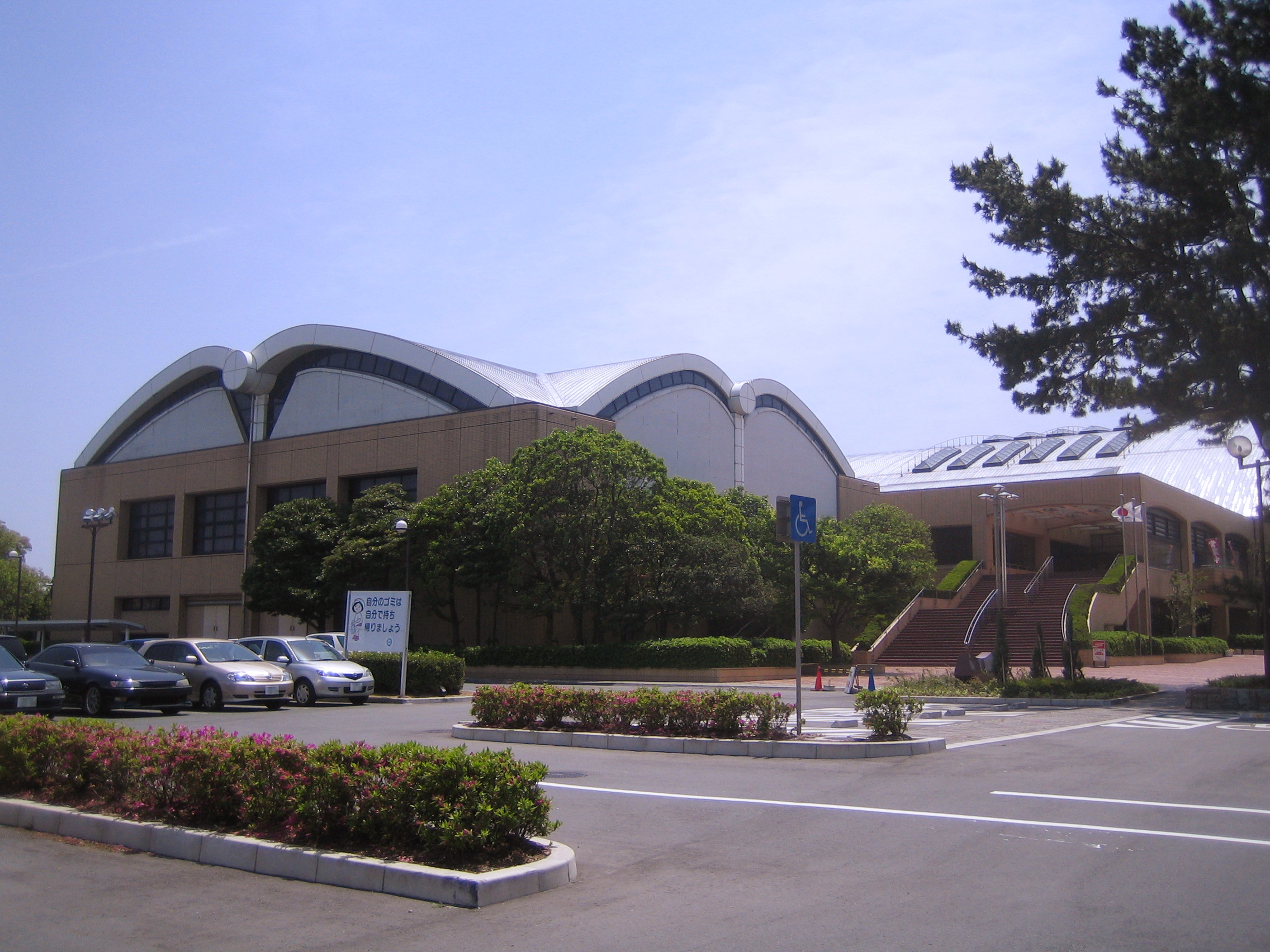
豊橋総合スポーツ公園 - 豊橋市総合体育館
  - アクアリーナ豊橋
- とよはし産業人材育成センター
- 豊橋自動車検査登録事務所
- 豊橋市西部環境センター
- 豊橋市立牟呂中学校
- 豊橋市西部共同学校給食調理場
- 豊橋市バイオマス利活用センター
- 三郷保育園
- 三郷公民館
- 豊橋警察署牟呂交番
- ジャンボエンチョー豊橋神野店
- ドミー神野店
- コジマ×ビックカメラ豊橋店
- ニトリ豊橋店
- ゴルフクラブハーバー・ビュー
- 中京テレビハウジング豊橋南
- JA豊橋水稲育苗センター
- JAあいち経済連東三河営農物流センター
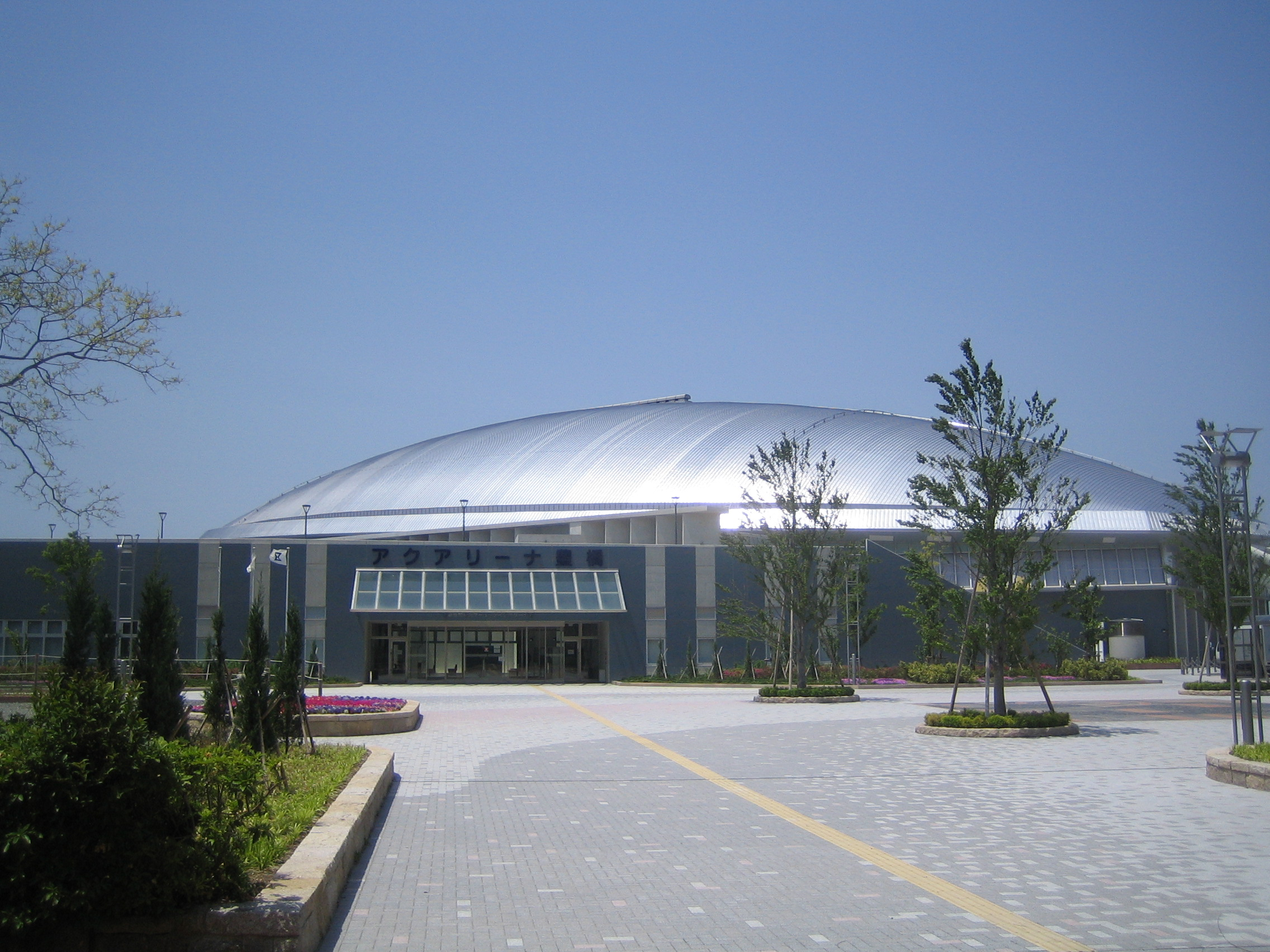
サーラエナジー豊橋供給センター
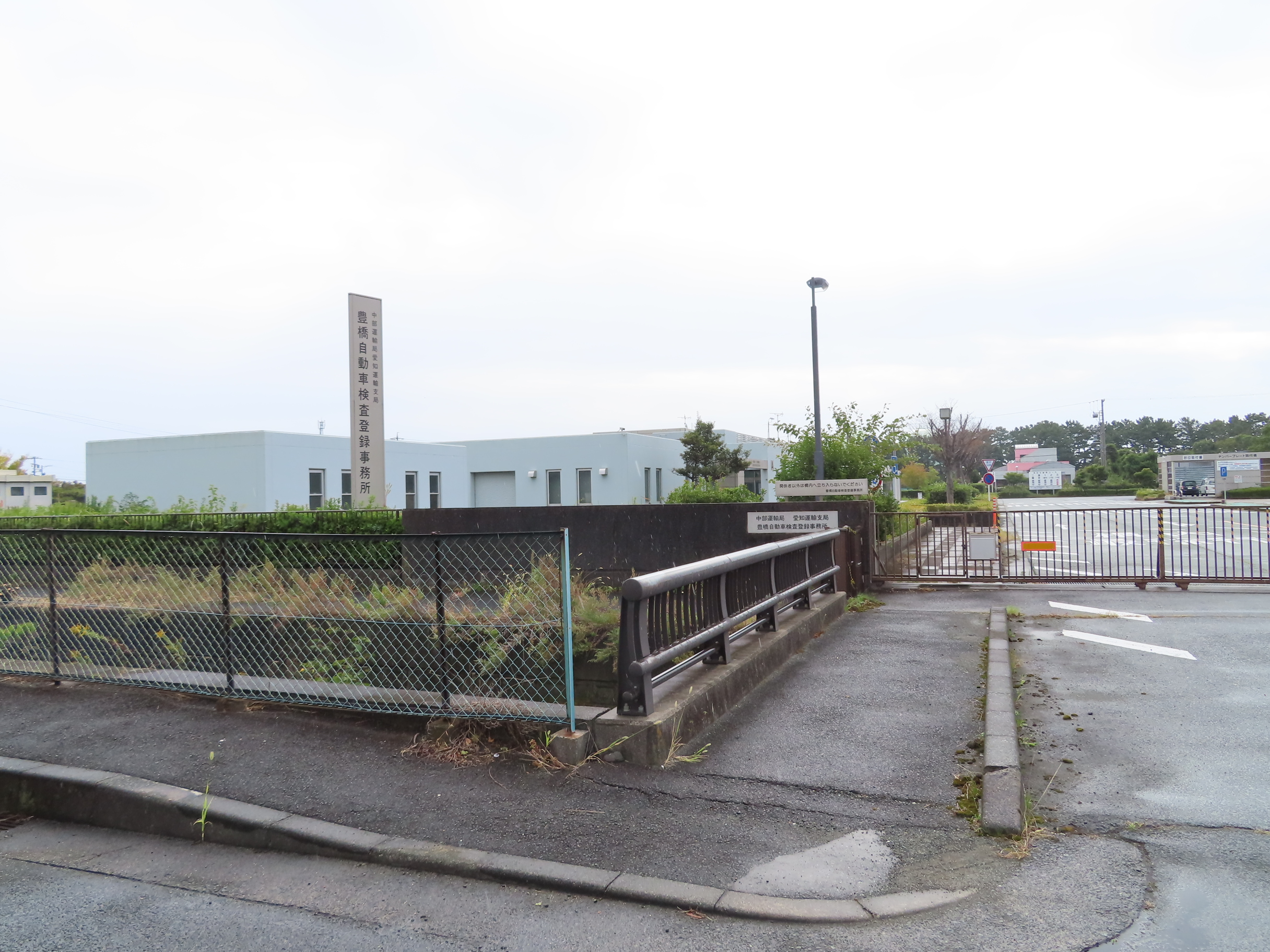
豊橋自動車検査登録事務所

- 東亜道路工業豊橋工場
- 神野新田資料館
- 牟呂神社
- 圓龍寺
- 大法寺
- 牟呂神富神明社

- 豊橋市総合体育館
- アクアリーナ豊橋
- 豊橋自動車検査登録事務所

## 交通
- 国道23号（名豊道路豊橋バイパス）
  - 豊橋港IC・神野新田IC・豊川橋南IC
- 愛知県道388号大山豊橋停車場線
- 愛知県道393号豊橋港線（みなと大通り）

## その他

### 日本郵便
- 郵便番号 : 441-8077[2]（集配局：豊橋南郵便局[12]）。